# Platystele spatulata
Platystele spatulata är en orkidéart som beskrevs av Carlyle August Luer. Platystele spatulata ingår i släktet Platystele och familjen orkidéer. Inga underarter finns listade i Catalogue of Life.